# Дубинина, Зинаида Тимофеевна
Зинаи́да Тимофе́евна Дуби́нина (карел. Dubinina Zinaida; 2 августа 1934, Лумбозеро, Автономная Карельская ССР — 24 января 2022, Олонец, Карелия) — карельская поэтесса, переводчик. Создавала свои произведения на ливвиковском диалекте карельского языка.

## Биография
Родилась в карельской крестьянской семье. Отец погиб в начале Великой Отечественной войны. В эвакуации на Урале училась в школе. После войны семья вернулась в Карелию.
Окончила Петрозаводское педагогическое училище, преподавала финский и карельские языки в школах Карелии.
Свои первые стихотворения на ливвиковском наречии карельского языка опубликовала в газете «Oma Mua» в 1989 году.
По приглашению Института перевода Библии (Хельсинки) в 1991 году перевела на карельский язык «Новый Завет» («Uuzi Sana»), «Псалтирь» и «Библию для детей» («Biblii lapsile»). Эта работа З. Т. Дубининой была отмечена орденом Русской Православной Церкви Святой равноапостольной княгини Ольги 3 степени.
Член карельского отделения Союза писателей России, лауреат литературной премии имени В. Е. Брендоева (2009), лауреат года Республики Карелия (2003), заслуженный работник образования Республики Карелия.
В 2021 году Коткозерской сельской библиотеке было присвоено имя Зинаиды Дубининой.